# برونسون ثاير
برونسون ثاير (بالإنجليزية: Bronson Thayer)‏ هو مسير أعمال أمريكي، ولد في 2 سبتمبر 1939، وتوفي في 24 ديسمبر 2016.